# Tragia spathulata
Tragia spathulata är en törelväxtart som beskrevs av George Bentham. Tragia spathulata ingår i släktet Tragia och familjen törelväxter. Inga underarter finns listade i Catalogue of Life.